# 5-메틸사이티딘
5-메틸사이티딘(영어: 5-methylcytidine)은 5-메틸사이토신으로부터 유래한 변형된 뉴클레오사이드이다. 5-메틸사이티딘은 동물, 식물, 세균 기원의 리보핵산(RNA)에서 발견된다.

## 같이 보기
- 5-메틸유리딘
- 3-메틸유리딘